# Symplegma arenosa
Symplegma arenosa är en sjöpungsart som beskrevs av Kott 1972. Symplegma arenosa ingår i släktet Symplegma och familjen Styelidae. Inga underarter finns listade i Catalogue of Life.